# Claudio Castagnoli
Claudio Castagnoli (* 27. Dezember 1980 in Luzern) ist ein Schweizer Wrestler. Er steht zurzeit bei AEW unter Vertrag und tritt unter seinem bürgerlichen Namen auf. Am Beginn seiner Karriere in den USA stand er mehrere Jahre bei Chikara Pro Wrestling und Ring of Honor unter Vertrag. Unter dem Ringnamen Cesaro trat er anschließend elf Jahre bei der WWE an. Seine bisher größten Erfolge waren der Erhalt der ROH World Championship und der WWE United States Championship. Zudem gewann er insgesamt 19 mal einen Tag Team Champion Title.

## Privatleben
Castagnoli wirkte als Statist im Film The Wrestler mit. In einem Interview mit dem deutschen Wrestling-Magazin Power Wrestling äußerte sich Castagnoli als großer Fan der österreichischen Band Erste Allgemeine Verunsicherung. Castagnoli nahm an der 13. Wok-Weltmeisterschaft am 14. März 2015 in Innsbruck teil und belegte im Schweizer Viererwok gemeinsam mit Björn Dunkerbeck, Miriam Rickli und Stefanie Heinzmann den siebten Platz.

## Wrestling-Karriere

### Independent-Ligen (2000–2011)
Sein erstes Match bestritt Castagnoli am 24. Dezember 2000 bei westside Xtreme wrestling (kurz wXw) in der Essener Diskothek „Roxy“, als er als Double C gegen SigMasta Rappo antrat. Castagnoli bestritt mehrere Matches bei verschiedenen Independent Promotions. Vorwiegend trat er in der Schweiz und in Deutschland auf. Am 24. Juni 2001 gewann Castagnoli den SWF-Powerhouse-Titel bei der Swiss Wrestling Federation (SWF). Am 3. Februar 2002 gewann Castagnoli zusammen mit Ares als Swiss Money Holding die wXw-Tag Team-Titel.
Im September 2002 trat Cesaro auch erstmals in den USA (bei IWA Mid-South) auf. Ein Jahr nach seinem ersten Auftritt in den USA kehrte er in die Schweiz zurück und trat dort bei mehreren Independent Promotions auf. Auch dort trat er erneut mit Ares als Tag Team Swiss Money Holding auf. Am 27. Dezember 2003 gewann Castagnoli den wXw-World-Heavyweight-Titel. Ab Herbst 2003 trat er wieder regelmäßiger in den USA als Claudio Castagnoli auf.
Im Februar 2005 bildete er zusammen mit Chris Hero das Tag-Team The Kings Of Wrestling. Seit Februar 2005 trat er regelmäßig in der unabhängigen Wrestling-Szene wie beispielsweise Chikara Pro Wrestling auf. Am 10. September 2005 gewann Castagnoli mit Hero den CZW-Tag-Team-Titel.
Seit dem 27. August 2005 gehörte Castagnoli auch dem Stamm-Kader der IWA Switzerland an, die unter anderem aus der damaligen Promotion Swiss Wrestling Federation (SWF) entstanden war. Dort hielt er als einziger, bis zur Auflösung der Promotion, für 703 Tage den Titel eines IWA Switzerland Heavyweight Champion.
Am 11. Juni 2006 durfte er auch bei der US-amerikanischen Promotion Cleveland All-Pro Wrestling den CAPW-Unified-Heavyweight-Titel gewinnen. Zusammen mit Chris Hero gewann er am 16. September 2006 auch erstmals die ROH World Tag Team Championship.
Mit Chris Hero trat Castagnoli am 14. Oktober 2006 bei der Promotion Combat Zone Wrestling (CZW) beim Last Team Standing Tournament um den CZW-Tag-Team-Titel an. Im Finale besiegten sie ihre Kontrahenten Human Tornado & Justice Pain und gewannen den vakanten Titel zum 2. Mal.
Im Oktober 2006 unterschrieb Castagnoli bei der WWE einen Entwicklungs-Vertrag und bestritt ein Dark-Match bei Deep South Wrestling gegen Kofi Nahaje Kingston. Dann sollte Castagnoli eigentlich bei Ohio Valley Wrestling antreten. Doch der Vertrag wurde bis dato aus unbekannten Gründen nicht eingelöst. Nach einem Kurzauftritt bei RAW, wo er einen Polizisten darstellen durfte, trat er wieder in der internationalen Independentszene auf.
Nach dem Verlust der RoH-Tag-Team-Titel löste man das Team Castagnoli – Hero auf und band beide in ein Fehdenprogramm gegeneinander ein. Doch nach dem diese Fehde nicht vom Publikum wie gewünscht angenommen wurde, schloss man beide wieder zu einem Tag-Team (The Kings of Wrestling) zusammen.
Im Jahr 2007 bildete Castagnoli für mehrere Matches ein Tag-Team mit Matt Sydal.

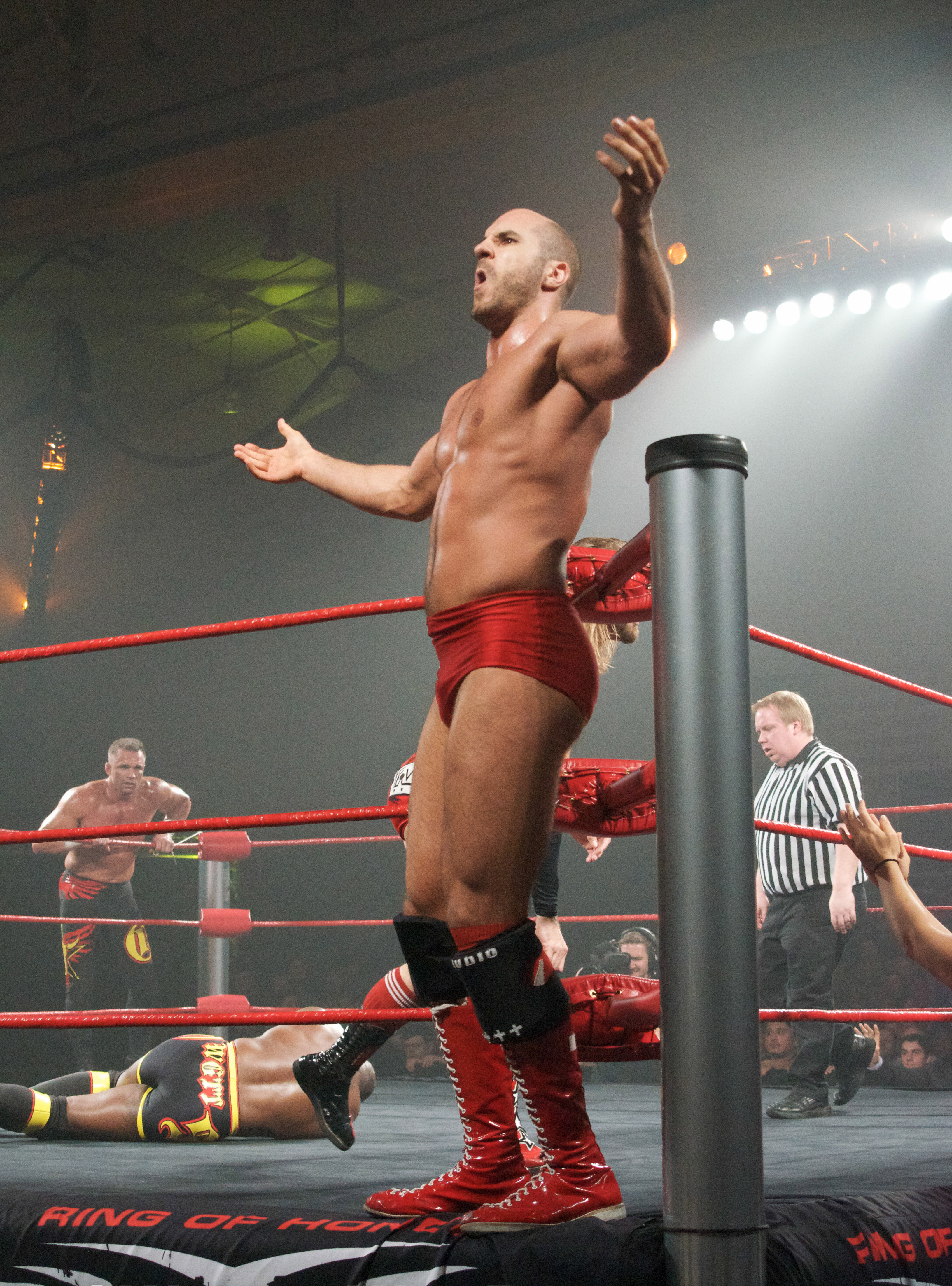
Castagnoli bei einem ROH Wrestling Event im Jahr 2011.

Castagnoli bestritt von Februar bis Anfang März 2008 seine ersten Matches in Japan bei Pro Wrestling NOAH. Dort trat unter anderen mit Chris Hero und Douglas Williams auf. Im Juni 2008 trat er bei der wXw Veranstaltung wXw/NOAH Dead End VIII auf. Bei wXw trat Castagnoli auch im September 2008 bei der Veranstaltung wXw/CHIKARA Tag World Grand Prix 2008 auf.
Bei CHIKARA schloss sich Castagnoli 2010 dem Stable Die Bruderschaft des Kreuzes an, dem auch Castagnolis enger Freund und jahrelanger Tag-Team-Partner Ares angehört. Am 20. März 2010 gewann Castagnoli mit Ares die CHIKARA-Campeonatos-de-Parejas-Championship. Bei Pro Wrestling Guerrilla gewann Castagnoli am 9. Oktober 2010 bei PWG The Curse Of Guerrilla Island die PWG World Championship.

### Ring of Honor (2005–2011)
Castagnoli gab 2005 sein Debüt für Ring of Honor. Mit Chris Hero gewannen er 2006 den ROH World Tag Team Championship. Im Juli 2007 gewann Castagnoli bei Ring of Honor das Race To The Top Tournament und konnte sich so endgültig in der Uppercard von Ring of Honor etablieren.
Im Jahr 2009 schloss sich Castagnoli dem Stable Embassy (bestehend aus Prince Nana, Bison Smith, Jimmy Rave, Claudio Castagnoli, Joey Ryan, Erick Stevens, Shawn Daivari, Mr. Ernesto Osiris und Necro Butcher) bei Ring of Honor an, bevor dieses im September 2010 wieder aufgelöst wurde. Am 3. April 2010 gewann er erneut den ROH World Tag Team Championship mit Chris Hero.

### World Wrestling Entertainment (2011–2022)

#### Florida Championship Wrestling (2011–2012)
Im September 2011 unterzeichnete Castagnoli einen Vertrag bei der WWE und trat unter dem Namen Antonio Cesaro bei der Farmliga FCW auf.

#### United States Championund Paul Heyman Guy (2012–2015)
Am 27. April 2012 debütierte er bei SmackDown. Am 19. August 2012 gewann Castagnoli bei der Pre-Show des SummerSlam den United States Championtitel von Santino Marella. Am 15. April 2013 verlor er bei RAW den Titel an Kofi Kingston.
Von Juni 2013 bis April 2014 hatte Castagnoli mit Zeb Colter seinen ersten Manager an seiner Seite. Mit dessen Schützling Jack Swagger bildete er das Tag-Team der Real Americans.
Im Februar 2014 wurde sein Ringname auf Cesaro gekürzt. Bei WrestleMania XXX am 6. April 2014 wurde er der erste Sieger der André the Giant Memorial Battle Royal. In der RAW Ausgabe am Tag darauf wurde Paul Heyman Castagnolis neuer Manager, was gleichzeitig das Ende der Real Americans bedeutete. Nur wenige Monate später trennte er sich wieder von Paul Heyman.

#### Tag Team mit Tyson Kidd und Cesaro Section (2015–2016)

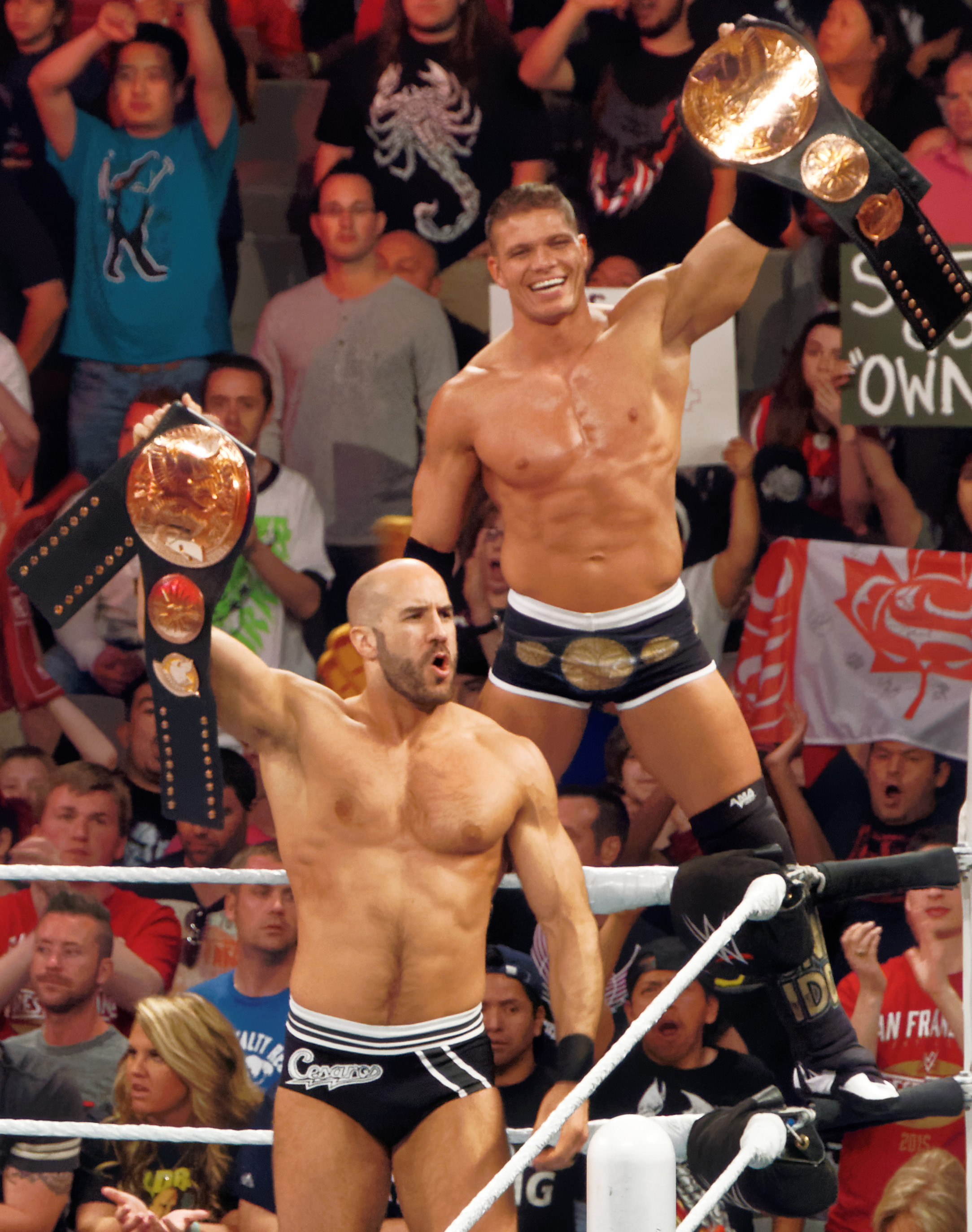
WWE Tag Team Champions Cesaro und Kidd im Jahr 2015.

Nach einigen recht erfolglosen Monaten, teamte er Anfang 2015 mit Tyson Kidd und beide starteten als Tag Team eine Titelfehde gegen The Usos. Am 22. Februar 2015 gewann Castagnoli bei Fast Lane mit Tyson Kidd die WWE Tag Team Championship. Bei Extreme Rules am 26. April 2015 verloren sie ihren Titel an Kofi Kingston und Big E von The New Day. Nachdem sich Tyson Kidd Anfang Juni 2015 eine schwere Wirbelsäulen-Verletzung zugezogen hatte, begann Castagnoli wieder verstärkt als Einzel-Wrestler aktiv zu werden. Er wurde in das Geschehen um die United States Championship eingeführt, die zu diesem Zeitpunkt von John Cena gehalten wurde. Castagnoli trat zweimal im Rahmen der sogenannten Open Challenge gegen Cena an, unterlag jedoch in beiden Kämpfen. Mit Castagnoli und Cena befanden sich auch Kevin Owens und Rusev in der Fehde um den Titel, wobei es Castagnoli in der SmackDown-Ausgabe vom 16. Juli als zweitem Mann (nach John Cena) gelang, Rusev in einem Einzel-Match zu pinnen. Nachdem in der Folgezeit immer wieder von Owens in seinen Matches angegriffen worden war, bestritt Castagnoli schließlich beim SummerSlam ein Match gegen Owens, welches er jedoch verlor. Nach einiger Zeit ohne große Relevanz war Castagnoli am 25. Oktober erstmals wieder bei einem PPV zu sehen, als er in der Kick-Off-Show zu Hell in a Cell gemeinsam mit Dolph Ziggler und Neville das Team von Sheamus, Rusev und King Barrett besiegte. Im November war Castagnoli Teil des Turniers um die vakante WWE World Heavyweight Championship, wurde jedoch im Halbfinale von Roman Reigns besiegt. Dies war sein vorerst letztes Match, da eine Woche später angekündigt wurde, dass Castagnoli bereits seit einiger Zeit an einer Schulterverletzung litt. Diese Verletzung zog eine etwa sechsmonatige Pause nach sich und verhinderte somit auch Castagnolis Teilnahme am größten Event der WWE, WrestleMania 32.
Am 4. April 2016 kehrte Castagnoli schließlich zurück, nun mit einem neuen, von James Bond inspirierten Gimmick. Er ersetzte Sami Zayn in einem Fatal-4-Way-Match, das den Hauptherausforderer für die WWE World Heavyweight Championship ermitteln sollte und schließlich von AJ Styles gewonnen wurde. Anschließend begann er eine Fehde gegen The Miz um dessen Intercontinental Championship, das Match bei Payback verlor Castagnoli nach einer Ablenkung durch Owens und Zayn. In einem Fatal-4-Way-Match bei Extreme Rules um den Intercontinental Titel zwischen ihm, Miz, Owens und Zayn, war Castagnoli abermals erfolglos. Am folgenden Abend bei RAW konnte Castagnoli The Miz besiegen und sich so einen Platz im Money in the Bank-Match beim gleichnamigen PPV sichern. Das Match, in dem neben Castagnoli auch noch Dean Ambrose, Kevin Owens, Sami Zayn, Chris Jericho und Alberto del Rio standen, gewann Ambrose.

#### The Bar (2016–2019)

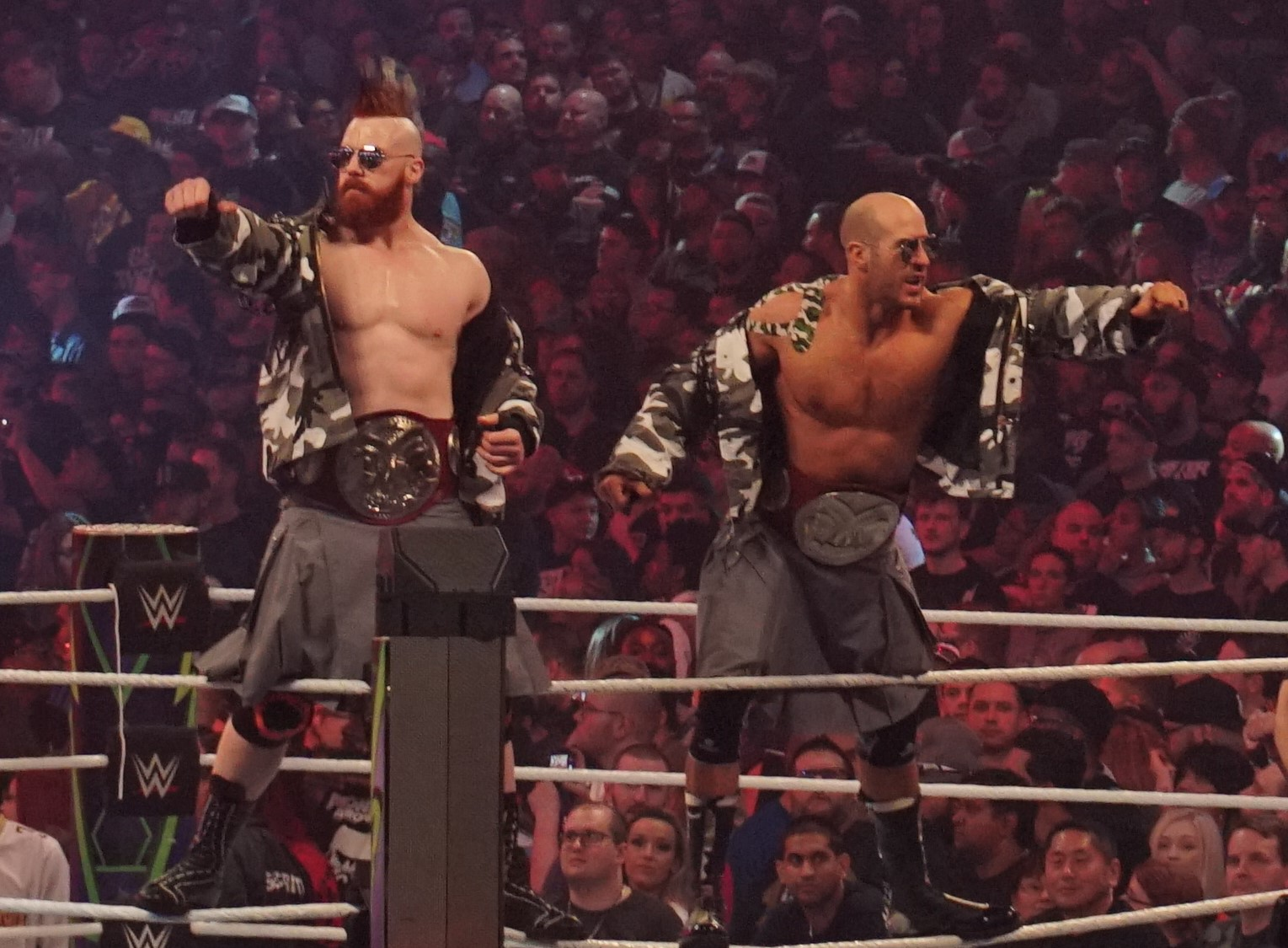
Raw Tag Team Champions The Bar bei WrestleMania 34.

Bei dem am 19. Juli 2016 erstmals seit 2011 wiederdurchgeführten WWE Draft, wurde Castagnoli in der sechsten Runde zur Montags-Show RAW gedraftet. In einem anschließenden Interview, das sich später als nicht geskriptet herausstellte, sprach sich Castagnoli sehr negativ über seinen Wechsel aus, er kritisierte unter anderem den Fokus auf die Autoritäts-Figuren bei RAW und sagte, dass er bei der eher wrestling-orientierten Dienstags-Show SmackDown wohl besser aufgehoben gewesen wäre.
Im Anschluss an den Draft begann Castagnoli eine Fehde gegen Sheamus, welchen er in zwei Matches besiegen konnte. Dies brachte ihm einen Kampf um die WWE United States Championship gegen den Champion Rusev ein, welchen er jedoch nach einem Eingriff von Sheamus verlor. Es wurde angekündigt, dass Castagnoli und Sheamus in der Folgezeit eine Best-of-7-Matchserie bestreiten würden, wovon das erste Match beim SummerSlam stattfand und von Sheamus gewonnen wurde. Dieser gewann auch das zweite und dritte Match, ehe Castagnoli mit drei aufeinanderfolgenden Siegen ausgleichen konnte. Das entscheidende siebte Match fand beim PPV Clash of Champions statt, wurde jedoch ergebnislos abgebrochen, da beide Männer nicht mehr in der Lage waren, den Kampf fortzusetzen. Am folgenden Abend bei RAW wurden Castagnoli und Sheamus von General Manager Mick Foley zu einem Tag Team zusammengestellt, um eine Chance auf die RAW Tag Team Championships zu ergattern. Nach anfänglichen Schwierigkeiten freundeten sich die ehemaligen Rivalen an und bildeten als The Bar eines der erfolgreichsten Tag Teams der kommenden Jahre. Nach einer Reihe von Siegen gegen verschiedene Gegner traten Castagnoli und Sheamus beim PPV Hell in a Cell gegen die RAW Tag Team Champions The New Day an, konnten die Titel jedoch nicht gewinnen. In der RAW-Ausgabe vom 7. November 2016 wurden Castagnoli und Sheamus als Mitglieder des 10-gegen-10 Survivor Series-Tag Team-Elimination-Matches beim gleichnamigen PPV Survivor Series angekündigt. Bei diesem Event waren sie schließlich das letzte verbliebene Team und holten somit den Sieg für Team RAW. Am 18. Dezember 2016 beim PPV Roadblock: End of the Line besiegten er und Sheamus The New Day und gewannen somit die WWE Raw Tag Team Championship. Die Titel verloren sie am 29. Januar 2017 beim Royal Rumble an Karl Anderson und Luke Gallows. Am 4. Juni 2017 bei Extreme Rules gewann The Bar zum zweiten Mal die WWE Raw Tag Team Championship, nachdem die Hardy Boyz in einem Steel Cage Match besiegt wurden.

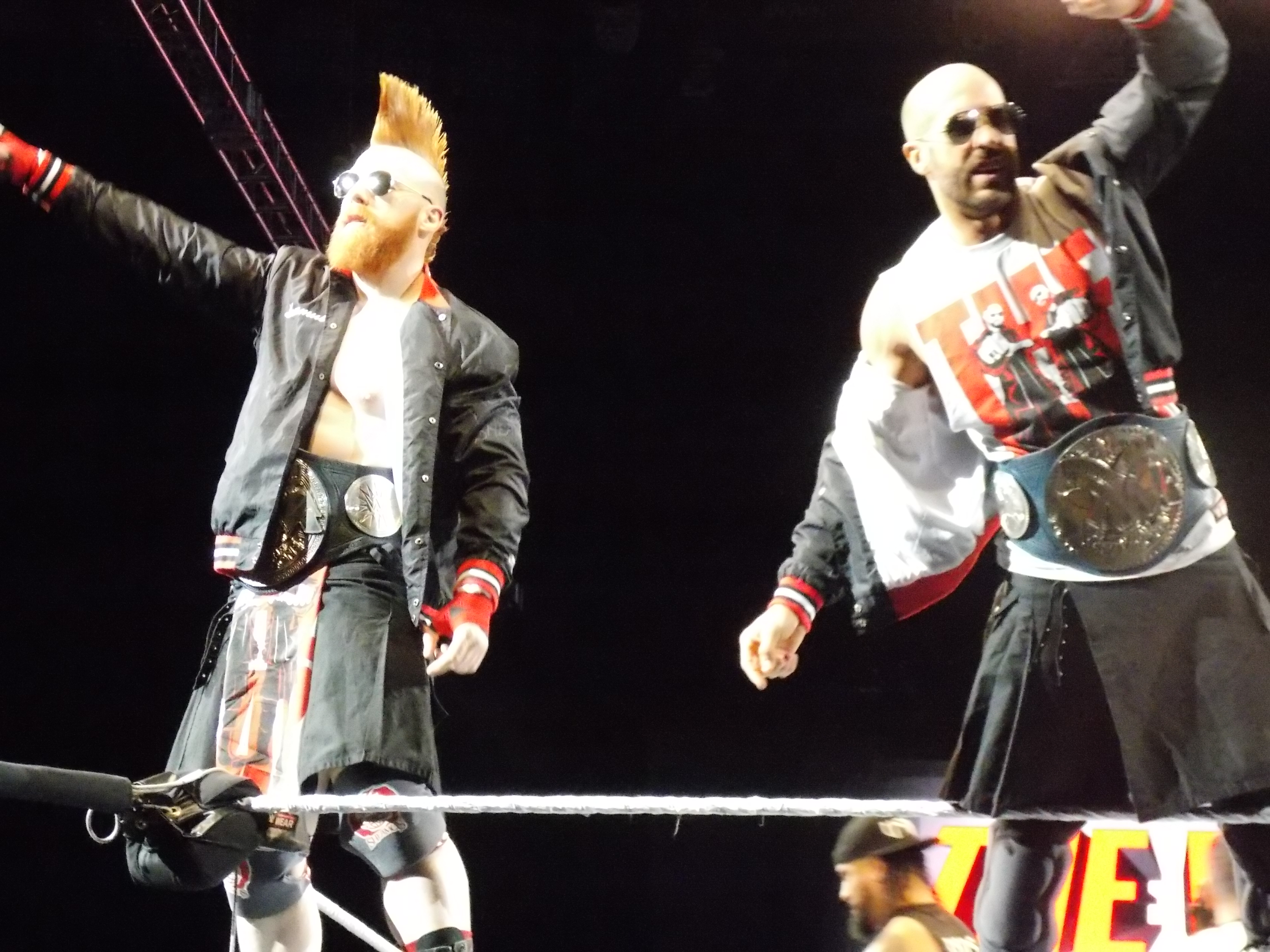
SmackDown Tag Team Champions The Bar im Jahr 2018.

Bei SummerSlam am 20. August 2017 verlor er gemeinsam mit Sheamus als Tag Team die WWE Raw Tag Team Championship an Dean Ambrose und Seth Rollins. Am 6. November 2017 konnten Cesaro und Sheamus die WWE Raw Tag Team Championship gegen Dean Ambrose und Seth Rollins erneut gewinnen, als diese eine Ablenkung durch SmackDowns The New Day ausnutzen konnten. Am 28. Januar 2018 konnten sie beim Royal Rumble die Titel von Seth Rollins und Jason Jordan zurückgewinnen, diese Regentschaft hielt dann nochmal 70 Tage und sie verloren dann schlussendlich die Titel am 8. April 2018 bei WrestleMania 34 an Braun Strowman und seinem 11-jährigen Tag-Team-Partner Nicholas.
Im Rahmen des Superstar ShakeUps 2018 wechselte Cesaro mit seinem Tag-Team-Partner zu SmackDown. Dort gewannen sie dann am 16. Oktober 2018 bei SmackDown 1000 die SmackDown Tag Team Championship gegen The New Day. Diese Regentschaft hielt 103 Tage und verloren die Titel dann schließlich beim Royal Rumble 2019 gegen The Miz und Shane McMahon.

#### Rückkehr zu Raw (2019)
Im Rahmen des Superstar Shake-Ups 2019 wechselte Cesaro am 22. April 2019 von SmackDown zu Raw. Somit trennte man auch das Tag Team The Bar und Cesaro gilt nun seit 2013, nachdem er den United States Championship verlor, wieder als Singles Wrestler. Am 14. Juli bestritt er ein Singles Match gegen Aleister Black bei Extreme Rules, dieses Match verlor er jedoch.

#### Rückkehr zu SmackDown (2019–2022)
Im Rahmen des WWE Drafts wechselte Cesaro am 15. Oktober 2019 von Raw zu SmackDown. Am 31. Oktober 2019 verlor er ein Match gegen Mansoor bei WWE Crown Jewel in Riad, Saudi-Arabien. Im Juli 2020 gründete er ein Team mit Shinsuke Nakamura. Gemeinsam gewannen sie am 19. Juli 2020 die SmackDown Tag Team Championship von The New Day Kofi Kingston & Big E. Am 9. Oktober verloren sie die Titel nach 82 Tagen Regentschaft zurück an The New Day Kofi Kingston & Xavier Woods. Am 10. April 2021 gewann er gegen Seth Rollins bei WrestleMania 37. Am 16. Mai 2021 bestritt er bei WrestleMania Backlash ein Match um die WWE Universal Championship gegen Roman Reigns. Das Match konnte er jedoch nicht gewinnen. Am 24. Februar 2022 wurde bekannt gegeben, dass er WWE verlassen hat, da sein Vertrag ausgelaufen ist und man sich nicht auf einen neuen Vertrag einigen konnte.

### All Elite Wrestling (seit 2022)
Claudio Castagnoli trat unter seinem richtigen Namen überraschend beim von All Elite Wrestling (AEW) und New Japan Pro-Wrestling (NJPW) veranstalteten Crossover-Event AEW x NJPW: Forbidden Door als Ersatz für Bryan Danielson gegen Zack Sabre Jr. an und gewann sein AEW-Debüt. Er wurde damit das neueste Mitglied des Blackpool Combat Club, einer Gruppierung um Byran Danielson, Jon Moxley, Wheeler Yuta und William Regal. Anschließend wurde bekannt gegeben, dass er einen Vertrag mit langer Laufzeit bei AEW unterschrieben hat. Seinen Wechsel begründete er mit größerer Entfaltungsfreiheit als bei der WWE.
Am 24. Juli 2022 gewann Castagnoli die ROH World Championship, als er Jonathan Gresham beim PPV „Death Before Dishonor“ besiegen durfte. Die Promotion Ring Of Honor (ROH), in der Castagnoli in seinen Anfängen sechs Jahre aktiv gewesen war, wurde kurz zuvor von AEW gekauft.

## Wrestling-Erfolge
- World Wrestling Entertainment

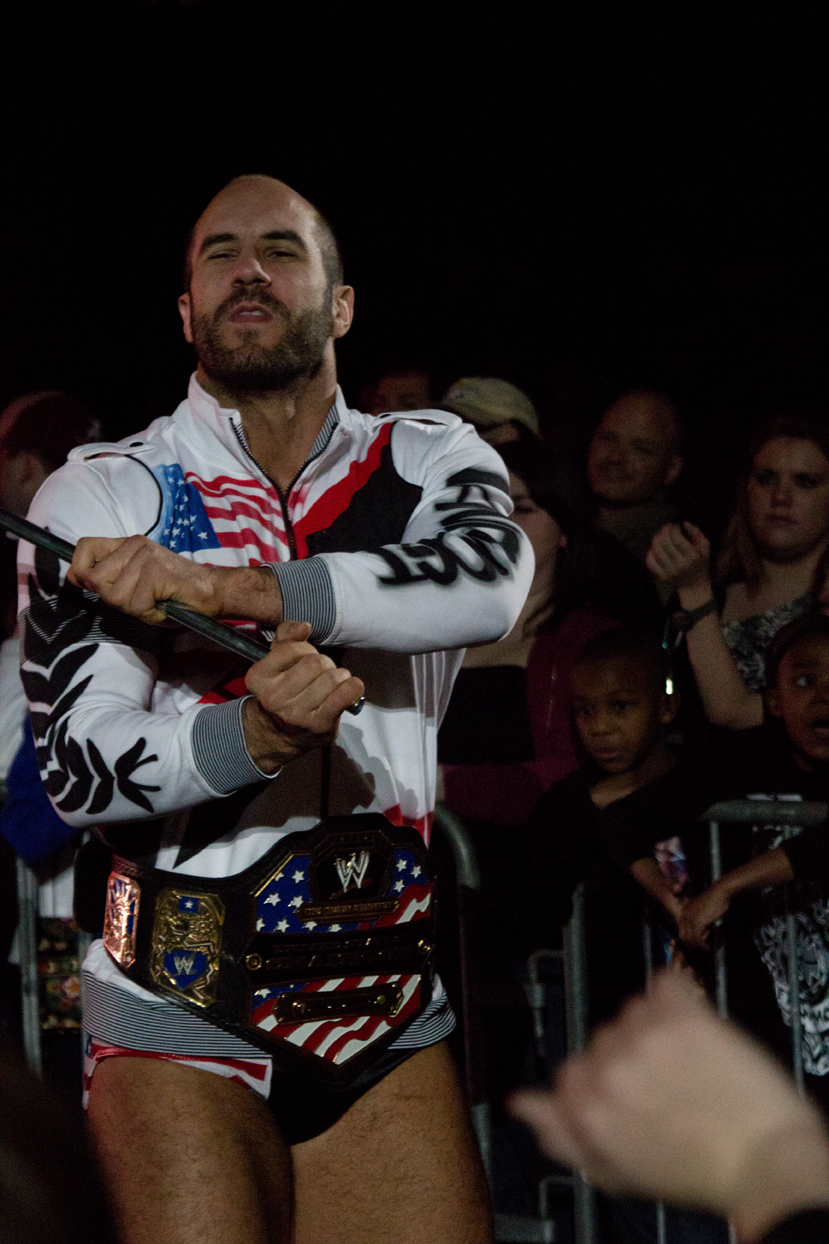
United States Champion Cesaro im Jahr 2012.

  - WWE United States Championship (1×)
  - WWE Raw Tag Team Championship (1× mit Tyson Kidd, 4× mit Sheamus)
  - WWE SmackDown Tag Team Championship (1× mit Sheamus, 1× mit Shinsuke Nakamura)
  - André the Giant Memorial Battle Royal (2014)

- All Elite Wrestling
  - AEW World Trios Championship (1× mit PAC & Wheeler Yuta)
- Ring of Honor
  - ROH World Championship (2×)
  - ROH World Tag Team Championship (2× mit Chris Hero)

- Westside Xtreme Wrestling
  - wXw World Heavyweight Championship (2×)
  - wXw World Tag Team Championship (3× mit Ares)

- Combat Zone Wrestling
  - CZW Tag Team Championship (2× mit Chris Hero)

- Chikara Pro Wrestling
  - CHIKARA Campeonatos de Parejas Championship (1× mit Chris Hero, 1× mit Ares)

- Pro Wrestling Guerrilla
  - PWG World Championship (1×)

- German Stampede Wrestling
  - GSW Tag Team Championship (1× mit Ares, Don Heavy und G-Ses)

- International Pro Wrestling United Kingdom
  - IPW:UK British Tag Team Championship (1× mit Ares und Marc Roudin)

- Juggalo Championship Wrestling
  - JCW Tag Team Championship (1× mit Chris Hero)

- Cleveland All-Pro Wrestling
  - CAPW Championship (1×)

- IWA Switzerland
  - IWA Switzerland Heavyweight Championship (1×)

- Swiss Wrestling Federation
  - SWF Powerhouse Championship (1×)